# NS 8200

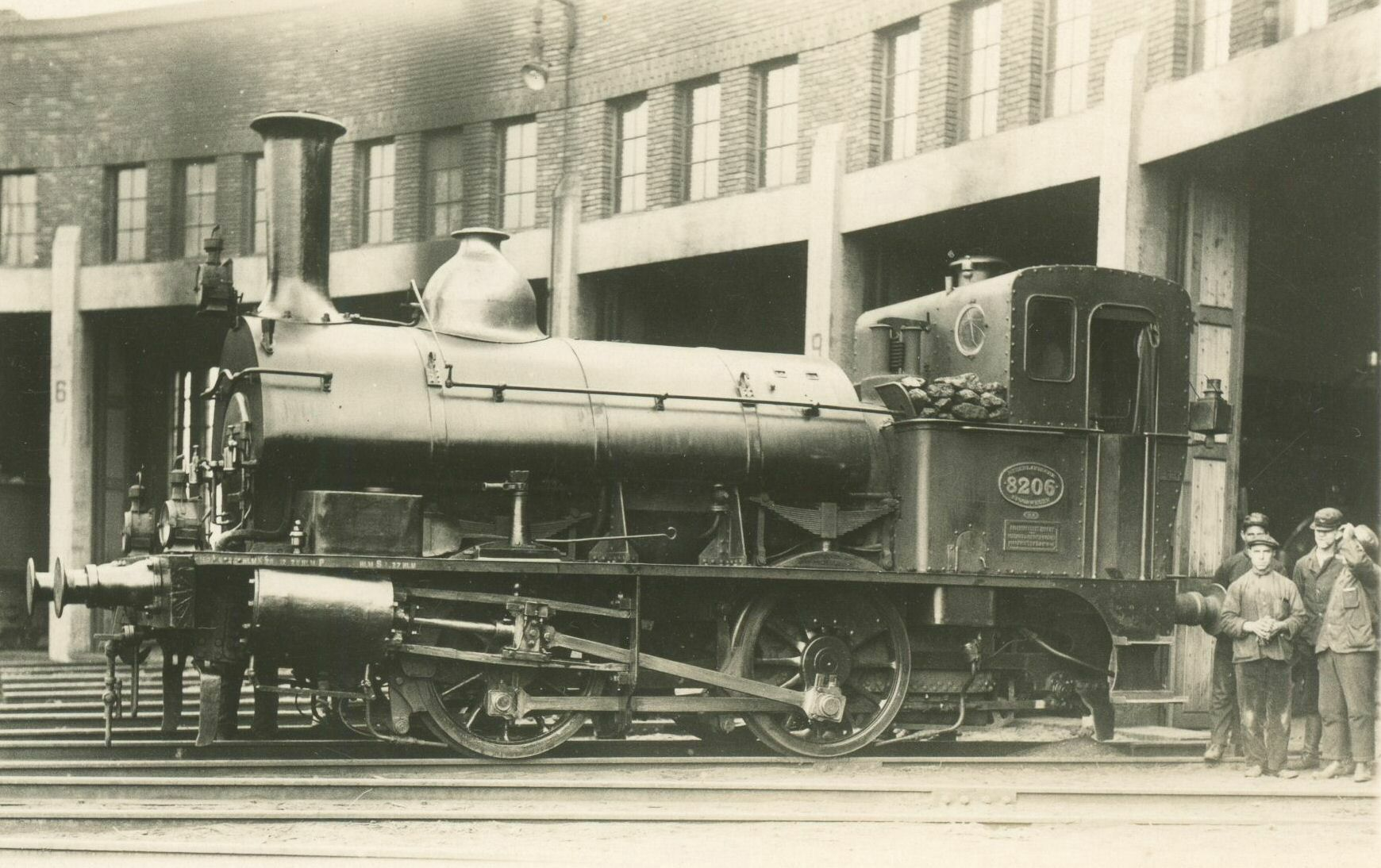
Stoomlocomotief nr. 8206 bij de locomotiefloods te Amsterdam. (Tussen 1927 - 1932)

De serie NS 8200 was een serie rangeertenderlocomotieven van de Nederlandse Spoorwegen (NS) en diens voorgangers Maatschappij tot Exploitatie van Staatsspoorwegen (SS), Hollandsche IJzeren Spoorweg-Maatschappij (HSM), Noord-Brabantsch-Duitsche Spoorweg-Maatschappij (NBDS) en Nederlandsche Rhijnspoorweg-Maatschappij (NRS).

## NRS 388-392 (HSM 301-305, 901-905, NS 8201-8205)
In 1880 bestelde de NRS vier locomotieven met de nummers 388-391 bij de fabriek van Sharp Stewart and Company te Glasgow, spoedig uitgebreid met een nog een vijfde met het nummer 392. De 388 en 389 werden nog in 1880 geleverd, de 390-392 volgen in 1881. De asindeling van de locomotieven was B en de watertank bevond zich als een zadel boven en om de ketel.
Nadat de NRS in 1890 door de staat werd overgenomen en het materieel over de SS en HSM werd verdeeld, kwamen de 388-392 bij de HSM die de locomotieven de nummers 301-305 gaf. Deze rangeerlocomotieven bevielen de HSM goed, waardoor de HSM vanaf 1902 een vervolgserie bij Werkspoor bestelde. Om een aaneengesloten nummerserie te krijgen werden de 301-305 in 1901 vernummerd in 901-905. Met het samenvoegen van het materieelpark van de HSM en SS werden de locomotieven in 1921 in de NS nummering 8201-8205 ondergebracht. Tussen 1932 en 1935 werden deze locomotieven afgevoerd.

## HSM 906-923 (NS 8206-8223)
Doordat de van de NRS overgenomen zadeltanklocomotieven 301-305 (ex NRS 388-392) de HSM goed bevielen werd vanaf 1902 een vervolgbestelling bij Werkspoor geplaatst. Als eerste werden in 1902 de 906-915 geleverd, gevolgd door de 916-920 in 1904 en de 921-923 in 1907. In tegenstelling tot de ruim twintig jaar oudere ex-NRS locomotieven kregen de nieuwe locomotieven een ketel geschikt voor een grotere maximum stoomspanning en daardoor een grotere trekkracht. Met het samenvoegen van het materieelpark van de HSM en SS werden de locomotieven in 1921 in de NS nummering 8206-8223 ondergebracht. In 1933 werd de stoomrem vervangen door de westinghouserem. De 8217 werd in 1936 afgevoerd. Tijdens de Tweede Wereldoorlog kwam de 8219 na naar het oosten te zijn weggevoerd niet meer terug en werd in 1948 door de NS administratief afgevoerd. Deze locomotief is in 1949 nog in het Bahndirektion Magdeburg gesignaleerd. De overige locomotieven werden tussen 1946 en 1949 buiten dienst gesteld.
De diensten van deze zadeltanklocomotieven werden vervangen door van het Britse War Department overgenomen zadeltanklocomotieven serie 8800.

## NBDS 24 (SS 561, NS 8232)
Voor het toenemende rangeerwerk te Goch kreeg de NBDS de behoefte aan een krachtigere rangeerlocomtief. In 1907 werd door Werkspoor een zo goed als identiek aan de HSM serie 906-923 zijnde locomotief 24 aan de NBDS geleverd. In 1919 ging de NBDS op in de SS en werd de locomotief in de SS nummering opgenomen als 561. Twee jaar later, in 1921, werd het materieelpark van de SS en de HSM samengevoegd en werd de locomotief in de NS nummering aansluitend aan de HSM locomotieven opgenomen als 8232. In 1933 werd de stoomrem vervangen door de westinghouserem. In 1946 werd de locomotief buiten gebruik gesteld, waarna de sloop in 1947 volgde.

## HSM 924-931 (NS 8224-8231)
Een volgende nabestelling door de HSM vond vanaf 1912 plaats bij de Hannoversche Machinenfabrik. In 1912 werden de locomotieven 924-926 geleverd, in 1913 gevolgd door de 927 en 928. Tot slot werden in 1915 de 929-931 geleverd. Deze locomotieven kwamen overeen met de door Werkspoor gebouwde locomotieven 906-923. Met het samenvoegen van het materieelpark van de HSM en SS werden de locomotieven in 1921 in de NS nummering 8224-8231 ondergebracht. In 1933 werd de stoomrem vervangen door de westinghouserem. De 8224 en 8228 werden in 1936 afgevoerd, gevolgd door de 8229 in 1938. In 1937 werd de 8226 verkocht aan de Hoogovens, waar de locomotief het nummer 22 kreeg. De overige vier locomotieven werden in 1947 afgevoerd.

## Overzicht
| Fabrikant                 | Fabrieksnummers | Bouwjaar  | NRS nummers | HSM nummers (1890) | HSM nummers (1901) | NBDS nummers | SS nummers (1919) | NS nummers (1921) | Afvoer    | Bijzonderheden                                                                               |
| ------------------------- | --------------- | --------- | ----------- | ------------------ | ------------------ | ------------ | ----------------- | ----------------- | --------- | -------------------------------------------------------------------------------------------- |
| Sharp Stewart and Company | 2938-2941, 3000 | 1880-1881 | 388-392     | 301-305            | 901-905            |              |                   | 8201-8205         | 1932-1935 |                                                                                              |
| Werkspoor                 | 52-61           | 1902      |             |                    | 906-915            |              |                   | 8206-8215         | 1946-1949 |                                                                                              |
| Werkspoor                 | 111-115         | 1904      |             |                    | 916-920            |              |                   | 8216-8220         | 1936-1949 | 8219 na de oorlog vermist.                                                                   |
| Werkspoor                 | 198-200         | 1907      |             |                    | 921-923            |              |                   | 8221-8223         | 1947-1949 |                                                                                              |
| Werkspoor                 | 207             | 1907      |             |                    |                    | 24           | 561               | 8232              | 1947      |                                                                                              |
| Hanomag                   | 6286-6288       | 1912      |             |                    | 924-926            |              |                   | 8224-8226         | 1936-1947 | 8226 in 1937 verkocht aan Hoogovens als 22, in 1941 doorverkocht aan een buitenlandse koper. |
| Hanomag                   | 7108-7109       | 1913      |             |                    | 927-928            |              |                   | 8227-8228         | 1936-1947 |                                                                                              |
| Hanomag                   | 7477-7479       | 1915      |             |                    | 929-931            |              |                   | 8229-8231         | 1938-1947 |                                                                                              |